# La taula de Flandes
La taula de Flandes és una novel·la de l'escriptor i periodista espanyol Arturo Pérez-Reverte, la primera edició de la qual va ser publicada el 1990. El llibre es basa en una trama que barreja novel·la històrica i policíaca, amb l'art i els escacs com a grans temes.
El 1994 es va estrenar una pel·lícula de coproducció europea basada en el llibre, amb el mateix títol i dirigida per Jim McBride.

## Argument
Na Júlia, restauradora d'obres d'art, rep un encàrrec per restaurar un quadre, la Taula de Flandes. El quadre posseeix algunes peculiaritats que obliguen a la protagonista a investigar la història del quadre amb altres personatges, com la Menchu, César Ortiz, un antiquari amic seu, Álvaro Ortega, catedràtic d'Història de l'Art i Muñoz, un gran jugador d'escacs. Mentre es van coneixent més dades sobre la història del quadre, la trama es va complicant i passen successos inesperats, que relacionen els fets que tingueren lloc al segle xv amb l'actualitat.

## Altres personatges
- Casimiro Feijoo, inspector en cap de la policia
- Max, parella de Menchu Roch
- Paco Montegrifo, representant de la casa de subhastes Claymore
- Lola Belmonte, neboda de Manuel Belmonte.
- Alfonso Lapeña, marit de Lola Belmonte.

## Edicions espanyoles
Es mostren l'edició original, i les altres. S'indica l'ISBN, l'editorial, el format i l'any.
- ISBN 8420427845, Alfaguara. Rústica, 1998.
- ISBN 8422649241, Círculo de Lectores. Tela, 1999.
- ISBN 8484503828, Nuevas Ediciones de Bolsillo. Butxaca, rústica, 2000.
- ISBN 8484500020, Nuevas Ediciones de Bolsillo. Butxaca, rústica, 2001.
- ISBN 8481304034, Bibliotex. Cartoné, 2001.
- ISBN 8420466247, Alfaguara. Cartoné, 2002.
- ISBN 8497598342, Nuevas Ediciones de Bolsillo. Butxaca, rústica, 2003.
- ISBN 8422694913, Círculo de Lectores. Cartoné, 2004.
- ISBN 8401386594, Rosa dels Vents. Rústica, 2004. Edición en català, titulada La taula de Flandes.
- ISBN 8420469033, Alfaguara. Rústica, 2005.